# Веприк (Миргородський район)
Ве́прик — село Миргородського району Полтавської області. Входить до складу Великобудищанської сільської громади. Населення становить 2100 осіб (станом на жовтень 2023 року). Колишній орган місцевого самоврядування — Веприцька сільська рада.
Після ліквідації Гадяцького району у липні 2020 року увійшло до Миргородського району.

## Географія
Розташоване на лівому березі річки Псла, по обидва боки його притоки річки Веприк. Вище за течією на відстані 4.5 км розташоване село Бобрик, нижче за течією на відстані 8 км розташоване село Вельбівка, на протилежному березі — село Книшівка. Річка у цьому місці звивиста, утворює лимани, стариці та заболочені озера. Крізь село пролягає автомобільний шлях Т 1705.

## Історія

### Перші згадки
Найдавніше поселення, яке стало основою Веприка, виникло на високому правому березі однойменної річки. Давні вали, що пролягали поблизу містечка Лютеньки і Веприка (про них згадують у своїх працях історики О. Ф. Шафонський і В. Г. Ляскоронський), є залишками прикордонних укріплень, які проходили тут у 16 ст. між Московією і Польщею.
Саме містечко Веприк вперше згадується в писемних історичних джерелах першої чверті 17 ст. Воно входило до складу Веприцької сотні Гадяцького полку (до 1782). Жителі Веприка брали активну участь у визвольній боротьбі українського народу 1648—54 проти польського гніту, у битві під Зборовом 1649. За переписом 1654 у Веприку — 1508 жителів, з них 700 козаків, 800 міщан. У 1658 містечко було спалене татарами, що їх закликав гетьман Іван Виговський. Тут була битва московських військ проти шведів (так звана Веприцька оборона 1708—09). У пам'ять про цю подію встановлено пам'ятний знак.

### 18-19 століття
1764 Катерина II подарувала Веприк останньому гетьману України Кирилу Розумовському. Наприкінці 18 ст. частина населення Веприка потрапила у власність поміщиків П. С. Масюкова і П. К. Тимофеєвої.
1812 у Веприку проходило формування 9-го кінного козацького Полтавського полку. Веприцький козацький полк (командир — майор Товбич) мав на той час у своєму складі 638 чоловік, 498 коней.
За переписом 1859 у Веприку — 545 дворів, 4027 жителів, 4 церкви — (2 муровані): Миколаївська та Успенська (побудовані 1823 і 1837) та 2 дерев'яні: Георгіївська і Троїцька (1787, 1793), відбувалося 4 ярмарки на рік.
У 1890-х роках поміщики Масюков, Ліщинський і Мельник заснували Веприцьке акціонерне товариство, яке стало власником цукроварні, ґуральні, цегельного заводу. Значного поширення у містечку набуло ткацтво (виробництво полотна, ряден, скатертин) і кравецтво (пошиття свит, чумарок, піджаків).
|                     |                  |
| Миколаївська церква | Успенська церква |

### 20 століття
На час перепису 1900 у Веприку (з прилеглими хуторами) Веприцької волості Гадяцького повіту — 930 дворів, 7085 жителів, 2 земські, 2 церковно-парафіяльні школи та 1 школа грамоти, відбувалося 4 ярмарки на рік.
Влітку 1905 у Веприку спалахнув селянський виступ, який тривав майже місяць. Після завершення слідства 40 селян було заарештовано і віддано до суду, керівників заворушення І. Хлібка та М. Ланчинського заслано до Сибіру. Кілька страйків відбулося в економії Веприцького товариства і в 1906 році. На 1910 у Веприку — 1176 дворів, 7393 жителі, діяло 2 парових млини, цукровий завод та миловарня.

### Радянська окупація
Радянська окупація в січні 1918. У 1923—32 Веприк — центр Веприцького району (з 1930 віднесений до Сумської округи). На 7.IX 1923 — 8823 жителі. 1929 в селі організовано перший колгосп «Червоний колос», який об'єднав 24 селянських господарства. 1934 року створено МТС. Під час німецької окупації (6.ІХ 1941—10.ІХ 1943) до Німеччини вивезено 292 жителі, майже повністю була спалена головна вулиця села. У кінці серпня — на початку вересня 1943 Веприк став районом боїв з німцями. Село тричі переходило з рук у руки.
Село постраждало внаслідок геноциду українського народу, проведеного окупаційним урядом СССР 1923—1933 та 1946–1947 роках.

### За часів незалежності
У 90-х роках 20 століття Веприк — центральна садиба колгоспу «Заповіт Ілліча» (м'ясо-молочний та зерновий напрям, технічні культури). Збудовані електропідстанція, заклади соціальної сфери, розвивається економіка.
16 листопада 2014 року у селі було завалено пам'ятник Леніну.
Село було в центрі бойових дій під час російського вторгнення 2022 року.
28 лютого в селі розбили колону окупантів та підірвали місцеву заправну станцію, щоб росіяни не мали змоги зливати пальне. Село окуповано не було.

## Пам'ятки
- Старі земляні вали в околицях села — залишки прикордонних укріплень XVI століття між Річчю Посполитою і Московським царством.
- Архітектурні пам'ятники — Успенська (1815—1821 рр.) і Миколаївська (1823 г.) церкви, побудовані в стилі класицизму.
- У Веприку встановлено пам'ятник воїнам-односельцям, полеглим (449 чол.) на фронтах Другої світової війни (1958); братська могила радянських воїнів, загиблих під час звільнення Веприка 1943 року.

## Населення
- 1654 — 1508
- 1859 — 4027
- 1900 — 7085 (разом з прилеглими хуторами)
- 1910 — 7393
- 1923 — 8823
- 1990 — 3680
- 2001 — 2915
- 2023 — 2100

## Соціальна сфера
- середня школа
- дільнична лікарня на 25 місць
- госпіталь інвалідів Великої Вітчизняної війни (на 120 місць)
- будинок для людей похилого віку на 16 місць
- державний і колгоспний дитсадки на 130 місць
- СПТУ-42
- 2 їдальні
- ветеринарна дільниця

## Культура та спорт
- Будинок культури на 450 місць
- 2 бібліотеки (32,5 тис. одиниць збірки)
- стадіон (1989)
- Історико-краєзнавчий музей

## Економіка
- 10 магазинів
- 2 пекарні
- кондитерський цех
- готель
- будинок побуту
- відділення зв'язку
- АТС

## Відомі люди

### Народилися
- Амбодик-Максимович Нестор Максимович (нар.1744—пом.1812) — український учений-енциклопедист, один з основоположників вітчизняних наук, акушерства, ботаніки і фітотерапії.
- Микола Духов (нар.1904—пом.1964) — український радянський конструктор. У Веприку йому встановлено погруддя.
- Гречко Віктор Васильович (нар.1922—пом.1992) — український вчений-правознавець, кандидат юридичних наук.

### Пов'язані з Веприком
- Катерина Куришко — українська олімпійська чемпіонка мюнхенської Олімпіади.